# Bačina
Bačina (cyr. Бачина) – wieś w Serbii, w okręgu rasińskim, w gminie Varvarin. W 2011 roku liczyła 2022 mieszkańców.